# Saint-Pompain
Saint-Pompain ist eine französische Gemeinde mit 954 Einwohnern (Stand: 1. Januar 2022) im Département Deux-Sèvres in der Region Nouvelle-Aquitaine. Sie liegt im Arrondissement Parthenay und im Kanton Autize-Égray.
Die Einwohner werden Pompinois und Pompinoises genannt.

## Lage
Saint-Pompain liegt an der Grenze zum Département Vendée, etwa 73 Kilometer westsüdwestlich von Poitiers und etwa 16 Kilometer nordwestlich von Niort an der Autise (auch: Autize), die die nördliche Gemeindegrenze bildet.

### Nachbargemeinden
Umgeben ist Saint-Pompain von den Nachbargemeinden Coulonges-sur-l’Autize im Norden, Ardin im Nordosten, Villiers-en-Plaine im Osten, Benet im Süden, Rives-d’Autise im Südwesten und Westen sowie Saint-Hilaire-des-Loges im Nordwesten.

## Bevölkerungsentwicklung
| Jahr                      | 1962 | 1968 | 1975 | 1982 | 1990 | 1999 | 2006 | 2012 | 2020 |
| Einwohner                 | 873  | 786  | 771  | 749  | 805  | 805  | 866  | 963  | 948  |
| Quelle: Cassini und INSEE |      |      |      |      |      |      |      |      |      |

## Verkehr
Am Südrand der Gemeinde führt die Autoroute A83 entlang.

## Sehenswürdigkeiten

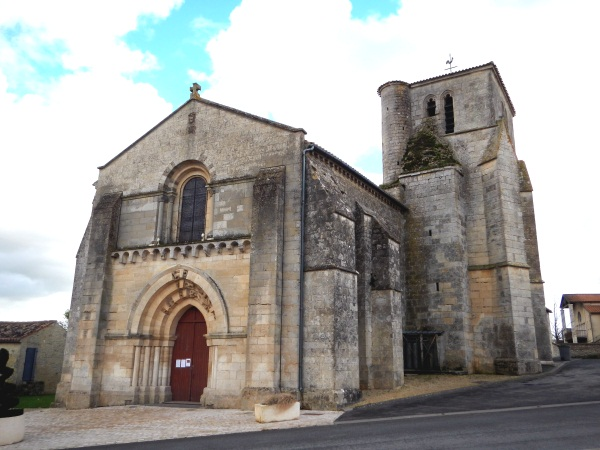
Kirche Saint-Pompain
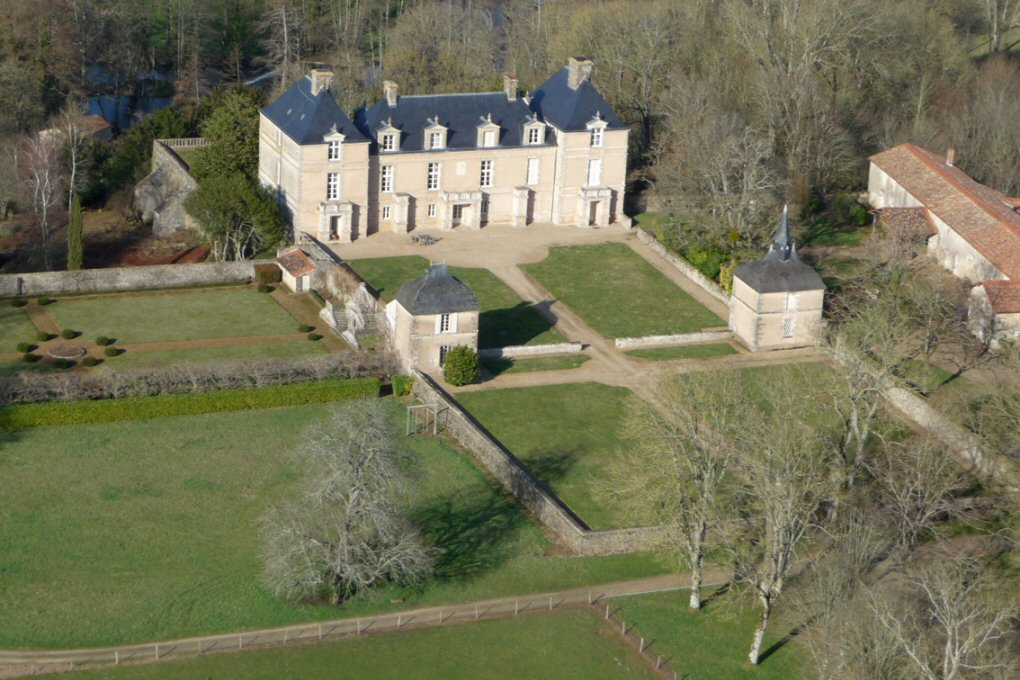
Schloss Les Moulières

- Kirche Saint-Pompain
- Schloss Les Moulières